# Nittetis (Mysliveček)
Nittetis (v italském originále La Nitteti) je italská opera ve třech dějstvích českého skladatele Josefa Myslivečka. Byla složena na libreto italského básníka Pietra Metastasia, které bylo poprvé provedeno roku 1756 s hudbou Nicoly Conforta, v Myslivečkově době tedy jedno z novějších (a méně populárních) Metastasiových libret. Při novém zhudebnění Mysliveček libreto patrně zkrátil a upravil podle stávajícího vkusu, tyto úpravy však nelze spolehlivě identifikovat. Tato opera (a všechny ostatní Myslivečkovy opery) náleží k žánru vážné opery nazývanému v italštině opera seria.

## Vznik a historie díla
Nittetis byla poprvé inscenována v boloňském divadle Teatro Nuovo Pubblico (nynější Teatro Communale) dne 29. dubna 1770, měsíc poté, co se Mysliveček v tomto městě seznámil s Wolfgangem Amadeem Mozartem a jeho otcem Leopoldem. Z korespondence Mozartovy rodiny je známo, že pro toto představení byla jako primadona původně angažována pěvkyně Caterina Gabrielliová, ale ke zklamání Boloňanů nepřerušila svůj tehdejší pobyt v Palermu. Nahradila ji mnohem méně známá Clementina Spagnuoliová. Úlohu milovníka však zpíval významný pěvec, kastrát Tommaso Guarducci, který se při přípravě této opery setkal s Myslivečkem poprvé a na několik dalších let se stal jeho blízkým spolupracovníkem. Inscenace měla úspěch. Byla převzata pro karnevalovou operní sezónu roku 1777 v Teatro Nuovo v Pavii (tedy v témže divadle, které zažilo roku 1773 premiéru Myslivečkova Demetria).

## Spojitost s Mozartem
V průběhu léta 1770 pobýval mladý Mozart s otcem v Bologni a pracoval na své první opeře pro Itálii, Mithridates, král pontský, která měla být uvedena později téhož roku v Miláně. Mysliveček pobýval v té době rovněž v Bologni a byl u Mozartů častým hostem, jak svědčí dopisy Mozartova otce. Není pochyb, že Wolfgang podrobně studoval Myslivečkovu partituru Nittetis a získal z ní některé skladatelské zkušenosti a hudební motivy. Využití Myslivečkových motivů je nejpatrnější v předehře k Mithridatovi a v jeho úvodní árii.

## Osoby a první obsazení
| Osoby                                                                             | Hlasový obor     | Premiéra (29. duben 1770) |
| --------------------------------------------------------------------------------- | ---------------- | ------------------------- |
| Amasis (Amasi), král egyptský                                                     | tenor            | Salvatore Casetti         |
| Sammetes (Sammete), syn Amasise, zamilovaný do Beroé                              | soprán (kastrát) | Tommaso Guarducci         |
| Beroé (Beroe), pastýřka                                                           | soprán           | Clementina Spagnuoli      |
| Nittetis (Nitteti), egyptská princezna tajně zamilovaná do Sammeta                | soprán           | Daniella Mienci           |
| Amenofis (Amenofi), vládce Kyrenaiky, přítel Sammeta, tajně zamilován do Nittetis | soprán kastrát   | Marcello Pompili          |
| Bubastes (Bubaste), kapitán královské gardy                                       | bas              | Giacomo Panato            |

## Děj opery
Proti egyptskému králi Apriovi vypuklo lidové povstání. Aprios proti němu poslal vojsko vedené Amasisem, ten však byl povstalci aklamován za nového krále a má být uveden na trůn. Aprios mezi tím zemřel a jeho jediné dítě, dcera Nittetis, se za zmatků ztratila; nyní žije nepoznána mezi prostými lidmi jako pastýřka. Děj opery se odehrává ve městě Kanopos.

### 1. dějství
V Kanopu, kde má proběhnout Amasisovo nastolení, se zdržují Amasisův syn Sammetes a Amenosis, vládce Kyrenaiky a Amasisův spojenec. Romanticky založený Sammetes se v převlečení za pastýře Dalmira seznámil s chudou pastýřkou Beroé a zamiloval se do ní. Nyní ale zmizela a nemůže ji najít. To se brzy vysvětlí: kapitán královské gardy Bubastes poznal v jedné z pastýřek dceru svrženého krále Nittetis a spolu s její společnicí Beroé ji přivedl do Kanopu před nového krále. Nittetis, která byla zamilována do Sammeta a ví, že se nachází v tomto městě, neprotestuje, zvláště když ji Amasis přijme vlídně a vykáže jí místo v královském paláci. Navíc se do ní na první pohled zamiluje Amenosis. Zato Beroé truchlí po svém Dalmirovi. Když pak potká prince Sammeta a poznává v něm svého pastýře, je rozzlobena; je jí jasné, že prosté děvče nemůže očekávat sňatek s následníkem trůnu. Sammetes ji však ujišťuje svou láskou.
Jak svěřuje Amasis Amenosisovi, vedl rebelii proti králi Apriovi jen naoko; ve skutečnosti jednal jako jeho agent a umírajícímu Apriovi slíbil, že pokud se najde jeho ztracená dcera Nittetis, provdá ji za svého syna Sammeta. Tento sňatek hodlá nyní provést. Když o tom Amenosis zpraví Beroé, pastýřka je zoufalá a chce odejít. Sammetes ji však přesvědčí, že o plánech na sňatek s Nittetis nic neví a nepřipadá pro něj naprosto v úvahu.

### 2. dějství
Beroé se přiznává své přítelkyni Nittetis, že její tajný obdivovatel je princ Sammetes a že si ji hodlá vzít. S přátelstvím je ihned konec; Nittetis žárlí a je uražena opovážlivostí pouhé pastýřky. Amasis má dlouhý rozhovor s Beroé. Její inteligence jej přesvědčí, že musí být ve skutečnosti urozeného původu a tedy teoreticky vhodnou snachou, ale musí jí vysvětlit svou přísahu. Beroé chápe a hodlá se Sammeta vzdát a stát se Isidinou kněžkou. Loučí se se zoufalým Sammetem, ale neprozradí mu svůj úmysl.
Sammetes se setkává s Nittetis a dává jí jasně najevo, že si ji - bez ohledu na osud Beroé - vzít nehodlá. Nittetis si stěžuje králi, který jí slibuje syna umravnit.
Sammetes se dozvěděl o tom, že Beroé se hodlá stát kněžkou, a podaří se mu ji zastihnout ještě před chrámem a odvléci do přístavu. Hodlá s ní uprchnou na lodi. Beroé se však děsí bláhovosti tohoto plánu a Sammetova narůstajícího pominutí smyslů. Královské stráže Sammeta dostihnou a po krátké potyčce přemohou. Rozzlobený Amesis jej pro ozbrojenou neposlušnost odsuzuje k smrti.

### 3. dějství
Nittetis vidí sílu Sammetovy lásky a uvědomuje si, že u něj nemá naději. Pokouší se proto přemluvit krále, aby syna omilostnil, a to i s ohledem na veřejné mínění, na kterém jeho čerstvá a dosud vratká vláda závisí. Amasis je ochoten synovi prominout, jen pokud si vezme Nittetis. Všichni v králově okolí se domnívají, že Sammetes nabídku nepřijme. Úlohy přesvědčit Sammeta se ujme Beroé, která chce zachránit jeho život za každou cenu. Navštíví jej ve vězení a snaží se jej přivést k rozumu, ale Sammet povolí až tehdy, když mu Beroé opakovaně a názorně vyhrožuje vlastní sebevraždou.
Sklíčený Sammetes se spolu s ostatními vydává před otce. Ten se však - po poradě s Isidiným knězem, který býval důvěrníkem jeho manželky i bývalé královny - dozvěděl skutečnosti, které situaci zásadně mění. Skutečnou Nittetis, dcerou bývalého krále Apria, je ve skutečnosti Beroé. Dosavadní "Nittetis" je naopak dcera samotného Amasise a Sammetova sestra Amestris. Vše se tedy vyřešilo: Sammetes si tedy může vzít milovanou Beroé-Nittetis a tím dostát přísaze, kterou učinil jeho otec, a Nittetis-Amestris je ihned provdána za Amenosise.

## Nahrávka
Jedna árie z Myslivečkovy Nittetis je dostupná na recitálu české sopranistky Zdeny Kloubové: "Ah, non temer ben mio" (Panton 81 1044-2231) z roku 1992. Bendův komorní orchestr řídí Miroslav Hrdlička.